# Cristão

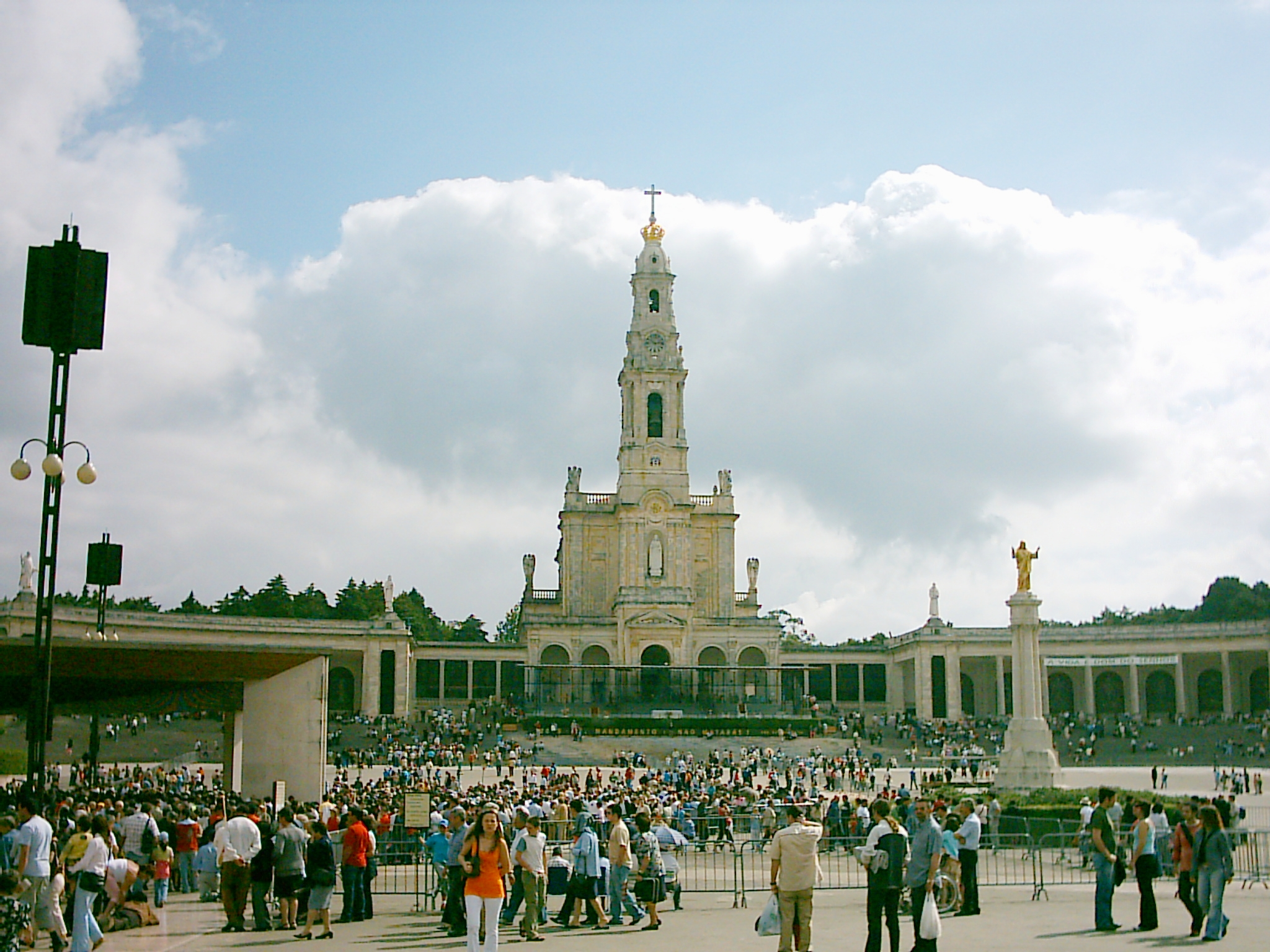
Cristãos católicos no Santuário de Fátima, Portugal.

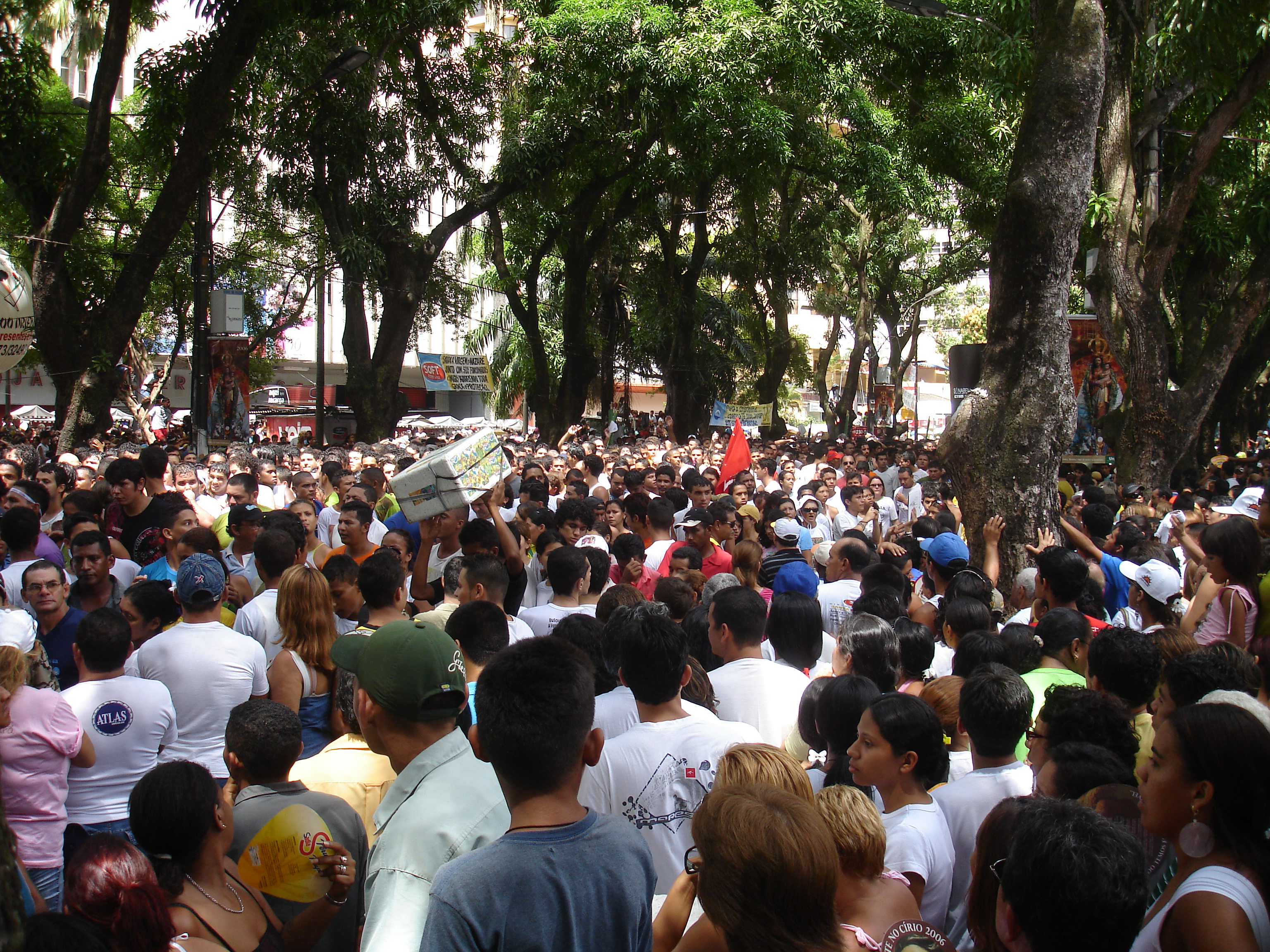
Romeiros no Círio de Nazaré, em Belém do Pará, Brasil.

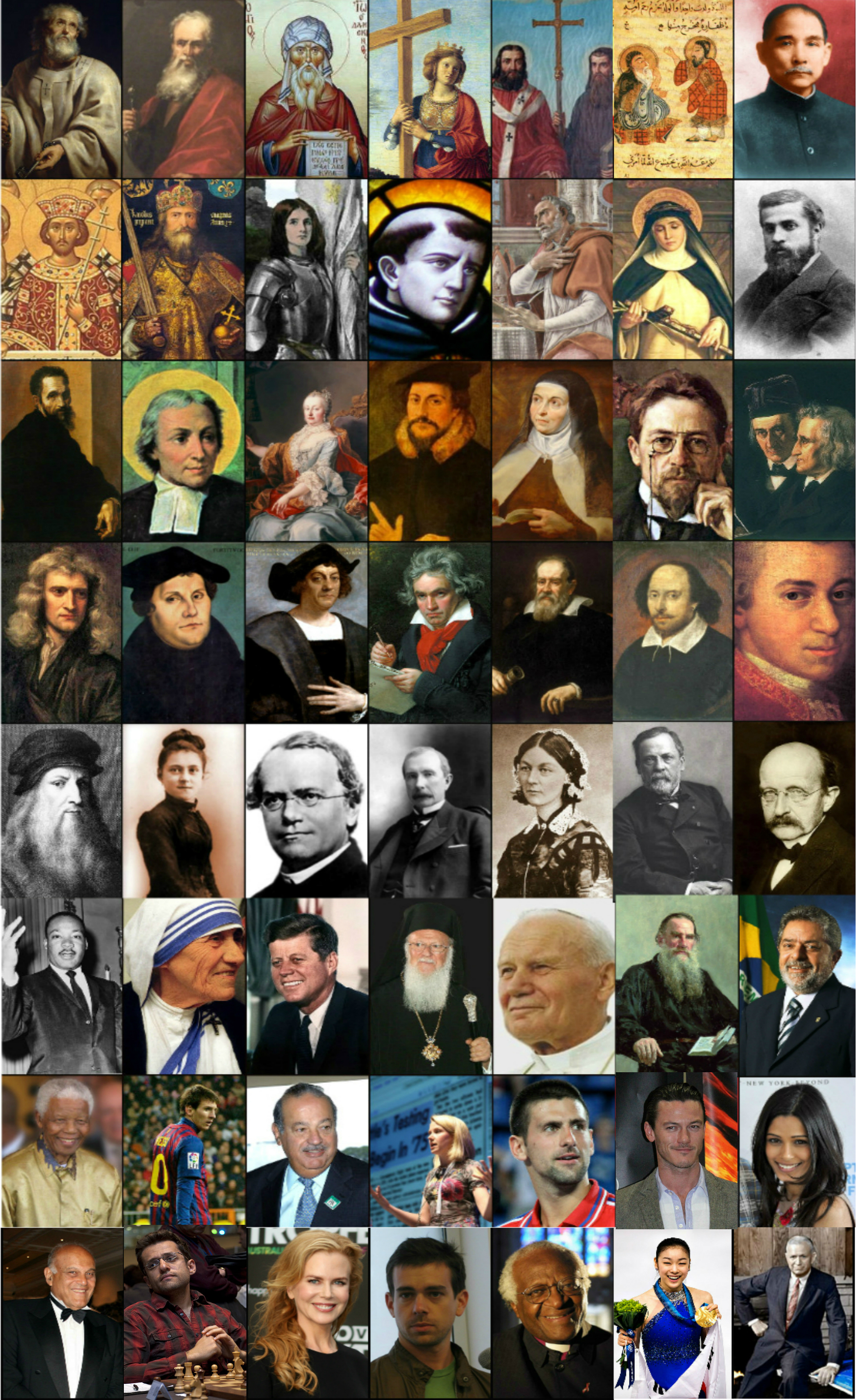
Cristãos famosos de vários campos.

Cristão é todo o indivíduo que adere ao cristianismo, uma religião monoteísta abraâmica centrada na vida e nos ensinamentos de Jesus de Nazaré, e que foi profetizada na Bíblia hebraica (Antigo Testamento). Os cristãos estão divididos em três grupos principais: católicos romanos, ortodoxos e protestantes. Além disso, os cristãos também dão uma grande ênfase à figura de Jesus, que acreditam ser o Filho de Deus. A doutrina cristã prega o respeito aos Dez Mandamentos — especialmente em relação à forma como Jesus interpreta a Lei do Amor: Amarás o Senhor teu Deus de todo o teu coração, e de toda a tua alma, e de todo o teu pensamento. ~ E o segundo, semelhante a este, é: Amarás o teu próximo como a ti mesmo. (Mateus 22:37–39) — além do estudo dos ensinamentos de Cristo contidos nos Evangelhos do Novo Testamento. No livro de João 1:12 diz: Mas a todos quantos o receberem, deu-lhes o poder de serem feitos filhos de Deus, a saber, aos que creem no seu nome. Existem cerca de 2,6 bilhões de cristãos no mundo todo, que representam mais de um quarto da população mundial, que é de 8,2 bilhões de pessoas.